# Билкур
Билкур (фр. Bullecourt) насеље је и општина у североисточној Француској у региону Север-Па д Кале, у департману Па де Кале која припада префектури Арас.
По подацима из 2011. године у општини је живело 250 становника, а густина насељености је износила 38,88 становника/km². Општина се простире на површини од 6,43 km². Налази се на средњој надморској висини од 92 метара (максималној 104 m, а минималној 74 m).

## Демографија
| 1962. | 1968. | 1975. | 1982. | 1990. | 1999. | 2011. |
| ----- | ----- | ----- | ----- | ----- | ----- | ----- |
| 232   | 264   | 245   | 248   | 260   | 251   | 250   |

График промене броја становника у току последњих година